# Nick Goepper
Nicholas „Nick“ Goepper (* 14. März 1994 in Fort Wayne) ist ein US-amerikanischer Freestyle-Skier. Er startete bis zu seinem Karriereende 2023 in den Disziplinen Slopestyle und Big Air. 2024 startete er sein Comeback in der Halfpipe.

## Werdegang
Goepper nahm seit 2010 an Wettbewerben der AFP World Tour teil. Dabei erreichte er im Januar 2011 mit dem dritten Platz bei der Pipe Open Series in Northstar-at-Tahoe und bei der Winter Dew Tour in Killington (Vermont) seine erste Podestplatzierungen. Zum Beginn der Saison 2011/12 errang er den dritten Platz im Slopestyle bei den New Zealand Winter Games in Cardrona. Im weiteren Saisonverlauf kam er im Slopestyle auf den dritten Platz bei der Winter Dew Tour in Killington und auf den ersten Rang in Snowbasin. Bei den Winter-X-Games 2012 in Aspen gewann er Silber im Slopestyle. Sein Weltcupdebüt hatte er im März 2012 in Mammoth, welches er auf den 11. Rang beendete. Im selben Monat belegte er den zweiten Platz im Slopestyle beim Dumont Cup in Newry. In der folgenden Saison siegte er bei den Austrian Freeski Open in Kaprun und beim Dumont Cup in Newry. Bei den Winter-X-Games 2013 holte er Gold im Slopestyle. Im März 2013 gewann er bei den Freestyle-Skiing-Weltmeisterschaften in Voss die Bronzemedaille im Slopestyle.
Zu Beginn der Saison 2013/14 holte Goepper in Cardrona seinen ersten Weltcupsieg. Es folgten in der Saison weitere Siege im Slopestyle bei den New Zealand Freeski Open in Cardrona und bei der Winter Dew Tour in Breckenridge. Den zweiten Rang erreichte er im Weltcup in Copper Mountain und beim Dumont Cup in Newry. Im Januar 2014 holte er erneut die Goldmedaille bei den Winter-X-Games. Bei seiner ersten Olympiateilnahme 2014 in Sotschi gewann er die Bronzemedaille im Slopestyle. Die Saison beendete er auf den siebten Platz im Gesamt-Weltcup und den zweiten Rang im Slopestyle-Weltcup. In der folgenden Saison belegte er den dritten Platz im Slopestyle bei den Dew Tour Mountain Championships in Breckenridge und den zweiten Rang im Big Air beim Frostgun Invitational in Val-d’Isère. Bei den Winter-X-Games 2015 in Aspen konnte er zum dritten Mal in Folge die Goldmedaille im Slopestyle gewinnen. Im folgenden Jahr errang er bei den Winter-X-Games 2016 den 11. Platz im Slopestyle. In der Saison 2016/17 siegte er beim Nor Am Cup in Calgary und belegte bei den Aspen Snowmass Open den zweiten Platz jeweils in der Halfpipe. Bei den Winter-X-Games 2017 kam er wie im Vorjahr auf den 11. Platz im Slopestyle. Im März 2017 gewann er bei den X-Games Norway in Hafjell die Silbermedaille im Slopestyle.
In der Saison 2017/18 siegte Goepper im Slopestyle beim Weltcup auf der Seiser Alm und errang beim U.S. Grand Prix den dritten Platz im Slopestyle und beim U.S. Grand Prix in Snowmass und bei der Winter Dew Tour in Breckenridge jeweils den zweiten Platz im Slopestyle. Damit erreichte er zum Saisonende den sechsten Platz im Slopestyle-Weltcup. Bei den Winter-X-Games 2018 wurde er Siebter im Slopestyle. Im Februar 2018 holte er bei den Olympischen Winterspielen in Pyeongchang die Silbermedaille im Slopestyle. Diesen Erfolg wiederholte er ein Jahr später bei der Weltmeisterschaft 2019 in Park City.
Im Rahmen der Weltcup-Saison 2024/2025 errang Nick den ersten Platz in Secret Garden und den dritten Platz in Copper Mountain.